# One UI Core
One UI Core는 삼성전자가 개발한 UI이며 삼성 갤럭시들 중 초저사양폰들을 위한 UI이다. One UI 2가 출시될 때 삼성전자는 삼성 갤럭시들 중 초저사양폰들은 One UI Core로 파생하기로 결정했다.

## One UI Core를 구동하는 기기
최신으로 업데이트한 순서이다.
| 기종                   | 버전                            |
| ---------------------- | ------------------------------- |
| 삼성 갤럭시 M13        | One UI Core 4.1 (안드로이드 12) |
| 삼성 갤럭시 Buddy      | One UI Core 4.1 (안드로이드 12) |
| 삼성 갤럭시 와이드5    | One UI Core 4.1 (안드로이드 12) |
| 삼성 갤럭시 A13        | One UI Core 4.1 (안드로이드 12) |
| 삼성 갤럭시 탭 A7      | One UI Core 4.1 (안드로이드 12) |
| 삼성 갤럭시 A12        | One UI Core 3.1 (안드로이드 11) |
| 삼성 갤럭시 A21        | One UI Core 2.0 (안드로이드 10) |
| 삼성 갤럭시 A21s       | One UI Core 3.1 (안드로이드 11) |
| 삼성 갤럭시 A02s       | One UI Core 3.1 (안드로이드 11) |
| 삼성 갤럭시 M20        | One UI Core 2.0 (안드로이드 10) |
| 삼성 갤럭시 A01        | One UI Core 4.1 (안드로이드 12) |
| 삼성 갤럭시 A02        | One UI Core 2.5 (안드로이드 10) |
| 삼성 갤럭시 A22        | One UI Core 3.1 (안드로이드 11) |
| 삼성 갤럭시 버디       | One UI Core 3.1 (안드로이드 11) |
| 삼성 갤럭시 와이드5    | One UI Core 3.1 (안드로이드 11) |
| 삼성 갤럭시 탭 A7      | One UI Core 3.1 (안드로이드 11) |
| 삼성 갤럭시 탭 A7 LITE | One UI Core 3.1 (안드로이드 11) |

## 버전
- One UI Core 2.0: One UI Core의 첫 번째 버전이다. 안드로이드 10 UX이다. 갤럭시 M20부터 적용된 버전이다.
- One UI Core 2.1: Quick Share, Music Share 기능이 추가되고 삼성 키보드의 UI가 변경되었고 삼성 키보드에 번역 기능이 추가되었다.
- One UI Core 2.5: One UI Core 2.0~2.1에서 서드파티 런처를 사용하면 안드로이드 10의 새로운 제스처 사용이 불가하지만 One UI Core 2.5에서는 이 문제가 해결된다. 갤럭시 A12부터 적용된 버전이다.
- One UI Core 3.0: 안드로이드 11 UX이다. 알림이 대화와 소리 알림, 무음 알림으로 구분되게 됐으며 알림센터가 변경되었다. 그리고 홈화면이나 잠금화면의 빈공간을 두 번 터치하면 화면이 꺼진다.
- One UI Core 3.1: 3.0과 차이는 딱히 없다.

## 같이 보기
- One UI